# 霍尔迪·里韦拉
霍尔迪·里韦拉（西班牙語：Jordi Ribera，1963年5月3日—），西班牙手球运动员、教练。他曾带领西班牙国家队参加2020年夏季奥林匹克运动会手球比赛，结果队伍获得一枚铜牌。